# Indien i olympiska vinterspelen 2010
Indien deltog med tre deltagare vid de olympiska vinterspelen 2010 i Vancouver. Ingen av landets deltagare erövrade någon medalj.